# Liste des localités de l'oblast d'Arkhangelsk
L'oblast d'Arkhangelsk, en excluant la Nénétsie, comprend 3 956 localités, dont :
- 27 localités urbaines (selon le recensement de 2021[1]), dont :
  - 13 villes,
  - 14 communes urbaines,
- 3929 localités rurales (selon le recensement de 2010[2]).

Dans la liste ci-dessous, les localités sont réparties (en termes de structure administrative-territoriale ) dans 7 villes de subordination régionale (dont 1 ZATO ) et 21 raïons. Au sein de l'organisation de l'autonomie locale (unités municipales), elles sont réparties entre 7 okrougs urbains, 2 okrougs municipaux et 17 raïons municipaux.
Les localités rurales peuvent avoir le statut de village (selo), de hameau (derevnia), de possiolok, etc.
La population des localités rurales est donnée selon le recensement de 2010 de la Russie, des localités urbaines (villes et communes urbaines) selon le recensement de 2021. Certaines localités rurales ont leur population de 2021 indiquées, seulement s'ils dépassent les 3 000 habitants.

## Villes d'importance régionale (okrougs urbains)

### Ville (okroug urbain) d'Arkhangelsk
| Liste des localités | Liste des localités  | Liste des localités | Liste des localités |
| N°                  | Localité             | Statut              | Population          |
| ------------------- | -------------------- | ------------------- | ------------------- |
| 1                   | Arkhangelsk          | ville               | 301 199             |
| 2                   | Bory                 | possiolok           | 44                  |
| 3                   | Lesnaïa Retchka      | possiolok           | 2709                |
| 4                   | Novy Tourdeïevsk     | possiolok           | 0                   |
| 5                   | Talajski avnagorodok | possiolok           | 3298                |
| 6                   | Tourdeïevsk          | possiolok           | 947                 |

### Ville (okroug urbain) de Koriajma
| N° | Localité | Statut | Population |
| -- | -------- | ------ | ---------- |
| 1  | Koriajma | ville  | 34 523     |

### Ville (okroug urbain) de Kotlas
| Liste des localités | Liste des localités | Liste des localités | Liste des localités |
| N°                  | Localité            | Statut              | Population          |
| ------------------- | ------------------- | ------------------- | ------------------- |
| 1                   | Vytchegodski        | commune urbaine     | 10 839              |
| 2                   | Kotlas              | ville               | 56 093              |
| 3                   | Svininskaïa         | hameau              | 1                   |
| 4                   | Slouda              | hameau              | 93                  |

### Ville (okroug urbain) de Mirny (ZATO)
| Liste des localités | Liste des localités | Liste des localités | Liste des localités |
| N°                  | Localité            | Statut              | Population          |
| ------------------- | ------------------- | ------------------- | ------------------- |
| 1                   | Mirny               | ville               | 27 262              |

### Ville (okroug urbain) de Novodvinsk
| Liste des localités | Liste des localités | Liste des localités | Liste des localités |
| N°                  | Localité            | Statut              | Population          |
| ------------------- | ------------------- | ------------------- | ------------------- |
| 1                   | Novodvinsk          | ville               | 33 294              |
| 2                   | Pavlovo             | village             |                     |

### Ville d'Onega
| N° | Localité | Statut | Population |
| -- | -------- | ------ | ---------- |
| 1  | Onega    | ville  | 16 947     |

Du point de vue de la structure municipale, elle fait partie du raïon municipal d'Onega .

### Ville (okroug urbain) de Severodvinsk
| Liste des localités | Liste des localités | Liste des localités   | Liste des localités |
| N°                  | Localité            | Statut                | Population          |
| ------------------- | ------------------- | --------------------- | ------------------- |
| 1                   | Beloïe Ozero        | possiolok             | 189                 |
| 2                   | Bogost              | hameau                | 16                  |
| 3                   | Zeliony Bor         | possiolok             | 4                   |
| 4                   | Lakhta              | hameau                | 0                   |
| 5                   | Nyonoksa            | village               | 468                 |
| 6                   | Palozero            | possiolok             | 0                   |
| 7                   | Rikassikha          | gare de chemin de fer |                     |
| 8                   | Severodvinsk        | ville                 | 157 213             |
| 9                   | Solza               | hameau                | 49                  |
| 10                  | Sopka               | possiolok             | 510                 |
| 11                  | Siouzma             | hameau                | 18                  |
| 12                  | Tabory              | hameau                | 0                   |